# The Good Fellows
Pour plus de détails, voir Fiche technique et Distribution.
The Good Fellows est un film américain, sorti en 1943.

## Synopsis
Jim Hilton consacre trop de temps à la loge à laquelle il appartient au détriment de sa propre famille ainsi que son travail.

## Fiche technique
- Titre : The Good Fellows
- Réalisation : Jo Graham
- Scénario : Hugh Wedlock Jr. et Howard Snyder d'après la pièce de George S. Kaufman et Herman J. Mankiewicz
- Photographie : Theodor Sparkuhl
- Montage : Arthur P. Schmidt
- Musique : Leo Shuken
- Société de production : Paramount Pictures
- Pays d'origine : États-Unis
- Format : Noir et blanc - 1,37:1 - Mono
- Genre : comédie
- Date de sortie : 1943

## Distribution
- Cecil Kellaway : Jim Hilton
- Helen Walker : Ethel Hilton
- Mabel Paige : Miss Kent
- James Brown : Tom Drayton
- Patti Hale : Sprat
- Kathleen Lockhart : Mary Hilton
- Douglas Wood : John Drayton
- Norma Varden : Mrs Drayton
- Olin Howland : Reynolds
- Tom Fadden : Harvey
- William B. Davidson : Blake
- Parmi les acteurs non crédités :
- Frank Faylen : Brody
- Robert Emmett Keane : Harrigan
- Murray Alper : Cummings
- Howard M. Mitchell : Roman
- Victor Potel : Branders
- Oscar O'Shea : Grand César
- Will Wright : le frère de Danville
- Irving Bacon : 'Gas' Man
- Wade Boteler : Grand Tribune
- Rod Cameron : Soldat
- Edward Earle : Architecte
- Bob Burns : membre de la loge
- Edward Peil Sr. : membre de la loge
- Sidney D'Albrook : membre de la loge
- Tom McGuire : membre de la loge